# 오뚝이

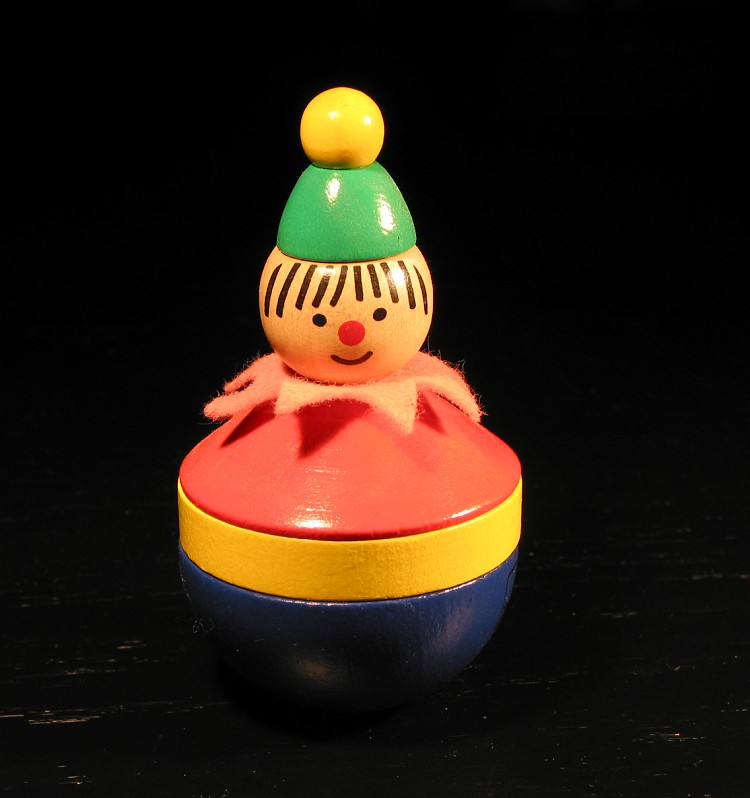
나무로 만든 오뚝이 장난감

오뚝이는 아래쪽을 둥글고 무겁게 만들어, 쉽게 쓰러지지 않도록 만든 아이들의 장난감을 말한다. 

## 맞춤법
간혹 오똑이, 오또기, 오뚜기 등으로 쓸 때도 있으나, 《한글 맞춤법》 제4장 제3절 23항에 따라 '-하다'나 '-거리다'가 붙는 어근에 명사 파생 접미사 '-이'가 붙어서 명사가 된 것은 '오뚝이'처럼 원형을 밝혀 적는다.

## 대중 문화
- 1970년에 대한민국 가수 김상범의 〈오뚜기 인생〉이라는 노래가 있었다.
- 2011년에 T-ara가 발매한 앨범에 실린 노래 가운데 〈roly poly〉가 있었다.

## 다른 나라
- 미국에서는 롤리 폴리(영어: roly-poly toy)라고 부른다.
- 일본에서는 다루마(일본어: だるま)라고 부르는 달마 대사 모양을 한 달마상으로 만들어 장난감 뿐 아니라, 행운의 상징으로도 많이 쓰인다.

## 작동 원리
|                                  | |
| 아래쪽에 질량 중심이 내려가 있다 | 아래쪽 무게를 빼면 거의 비어있는 상태로, 오뚝이를 밀어도 질량 중심은 초록색 선에서 주황색 선으로 약간 움직일 뿐으로, 무거운 파란색 부분은 땅에 항상 붙어 있다 |